# Jean-Guillaume Brixhe
Pour les articles homonymes, voir Brixhe.
Jean-Guillaume Brixhe, né à Spa (Belgique) le 27 juillet 1758 et mort à Liège (Belgique) le 25 février 1807, est un notaire, homme politique et révolutionnaire franchimontois. 
Il fut, avec Laurent-François Dethier, l'un des meneurs de la révolution franchimontoise d'août 1789. Élu bourgmestre de Spa, il fut membre du Congrès de Polleur dont il sera nommé secrétaire. Réfugié à Paris lors de la restauration du prince-évêque, il deviendra un fervent partisan des Jacobins. Élu représentant du département de l'Ourthe au Conseil des Cinq-Cents en avril 1799, il fut démis de ses fonctions après le coup d'Etat de Bonaparte.
Il est le père de Louis Brixhe et d'Aristide Brixhe.
- Député de l'assemblée nationale Française (14/04/1799 - 26/12/1799  : Département de l'Empire français aujourd'hui en Belgique) [1]

## Sources
- « Jean-Guillaume Brixhe », dans Adolphe Robert et Gaston Cougny, Dictionnaire des parlementaires français, Edgar Bourloton, 1889-1891 [détail de l’édition]